# Saint-Privat (Corrèze)
Saint-Privat ist eine französische Gemeinde mit 1038 Einwohnern (Stand 1. Januar 2022) im Département Corrèze in der Region Nouvelle-Aquitaine. Die Gemeinde gehört zum Kanton Argentat-sur-Dordogne. Die Einwohner nennen sich Saint-Privacois(es).

## Geographie
Die Gemeinde liegt im Zentralmassiv auf 500 bis 600 Metern Höhe zwischen den Schluchten der Maronne und denen der Dordogne im Herzen der Xaintrie Blanche und ist von ausgedehnten Wäldern und Feldern umgeben. In westlicher Richtung befindet sich der Lac de Feyt rund fünf Kilometer entfernt. Der See wird vom Fluss Glane de Servières, einem Dordognezufluss, der auf dem Gebiet von Saint-Privat entspringt, gespeist.
Tulle, die Präfektur des Départements, befindet sich etwa 40 Kilometer nordwestlich und Argentat 15 Kilometer südwestlich.
Die Departementstraße 980, die ehemalige Nationalstraße 680 (bis 1972), durchzieht das Gemeindegebiet. Sie verläuft heute von Murat im Cantal als D 680 bis zur Grenze zum Département Corrèze und von da an als D 980 bis nach Argentat.
Nachbargemeinden von Saint-Privat sind Darazac im Norden, Auriac im Nordosten, Saint-Julien-aux-Bois im Osten, Saint-Cirgues-la-Loutre im Südosten, Saint-Geniez-ô-Merle im Süden sowie Servières-le-Château im Westen.

## Wappen
Beschreibung: In Gold ein roter Löwe unter einem blauen Schildhaupt mit balkenweis drei fünfstrahligen goldenen Sternen.

## Einwohnerentwicklung
| Jahr      | 1962 | 1968 | 1975 | 1982 | 1990 | 1999 | 2007 | 2016 |
| Einwohner | 942  | 1019 | 1114 | 1167 | 1126 | 1098 | 1115 | 1081 |

## Sehenswürdigkeiten
- Lac de Feyt, ein Stausee an der Glane de Servières, einem Zufluss der Dordogne[2]